# Wickerhamiella domercqiae
Wickerhamiella domercqiae är en svampart som beskrevs av Van der Walt 1973. Wickerhamiella domercqiae ingår i släktet Wickerhamiella och familjen Trichomonascaceae.   Inga underarter finns listade i Catalogue of Life.